# Ouratea rorida
Ouratea rorida är en tvåhjärtbladig växtart som beskrevs av Claude Henri Léon Sastre. Ouratea rorida ingår i släktet Ouratea och familjen Ochnaceae. Inga underarter finns listade i Catalogue of Life.